# قصف كادوقلي 2025
في يوم 3 فبراير 2025، قُتل 44 شخصًا على الأقل، وجُرح العشرات، نتيجة قصف مدفعي عنيف استهدف السوق الرئيس في كادوقلي، إضافة إلى أحياء سكنية أخرى داخل المدينة. وقد وُجهت الاتهامات من قبل القوات المسلحة السودانية إلى الحركة الشعبية لتحرير السودان – شمال، وتحديدًا جناح عبد العزيز الحلو، بتنفيذ هذا الهجوم، الذي يُعد جزءًا من محاولة لزعزعة استقرار المدينة ضمن حصار طويل الأمد يُخاض بأساليب مركّبة بين القتال التقليدي والضغط النفسي والمعنوي على السكان.
يُجسّد القصف مثالًا مأساويًا لتداخل الحرب بالمجتمع، حيث تحوّلت كادوقلي، برمزيتها وموقعها الاستراتيجي، إلى ساحة صراع بين الدولة وقوى التمرد ذات الطابع العقائدي والتحرري أو الإنفصالي.
تُتهم الحركة الشعبية – شمال باستخدام شعارات مدنية لتبرير عنفٍ عشوائي، بينما تنفي مسؤوليتها وتحمّل الجيش السوداني القصف للدعاية والتحريض.

## الخلفية
بدأت الحرب الأهلية السودانية (2023–حتى الآن) في 15 أبريل 2023، عندما شنّت قوات قوات الدعم السريع هجومًا واسع النطاق على مواقع القوات المسلحة السودانية في العاصمة الخرطوم ومدن أخرى في إقليم دارفور، في محاولة لإسقاط السلطة المركزية التي تقع في يد مجلس السيادة الإنقالي.وقد أدخل هذا الصراع البلاد في أتون حرب طاحنة، اتّخذت طابعًا مزدوجًا بين الانقلاب العسكري والمنافسة على "شرعية السلاح"، حيث تَحولت العديد من المدن والبلدات في دارفور والخرطوم ومناطق كردفان إلى ميادين قتال شرس بين الطرفين، تجلّت فيها أزمات الدولة السودانية المزمنة في هشاشة البنية الأمنية، الصراعات العرقية، تغوّل المليشيات، ونشوء خطاب مزدوج يستخدم مفردات "الثورة" و"السيادة" لتبرير الفوضى والعنف.
في يونيو 2023، قامت حركة الحركة الشعبية – شمال بزعامة عبد العزيز الحلو بخرق اتفاق وقف إطلاق النار مع القوات المسلحة السودانية، وشنّت هجمات متزامنة على مواقع الجيش السوداني في كل من كادوقلي، والكرمك، والدلنج، في تصعيدٍ اعتُبر نقطة تحوّل في مسار الحرب بجنوب كردفان.
وسرعان ما فرضت قوات الحلو سيطرتها على الطريق الحيوي الواصل بين كادوقلي والأبيض، وبدأت في فرض حصار شبه كلي على المدينة، استخدمت فيه تكتيكات الضغط النفسي وتقييد الإمدادات، ما أسفر عن عزل المدينة سياسيًا وعسكريًا.
ويُعد جناح الحلو من أكثر الأجنحة تشدّدًا داخل الحركة، إذ يرفع شعارات "العلمانية الشاملة" و"فصل الدين عن الدولة"، متكئًا على تحالفات إثنية وقبلية متمركزة في جبال النوبة، ما أكسبه دعمًا موضعيًا لكنه أثار حفيظة شرائح اخرى من المجتمع السوداني لما يُظهره من إقصاء لهوية البلاد الدينية والإجتماعية. ويُتهم الحلو بتوظيف "لغة التحرير" لتغليف مشروع عرقي وإنفصالي مسلّح.
وقد استمرّ الحصار المفروض على كادوقلي حتى لحظة القصف المدفعي في فبراير 2025، مما يُشير إلى أن المدينة كانت تخضع عمليًا لتطويق ميداني وإعلامي طويل الأمد.

## الهجوم
في 3 فبراير 2025، أطلقت قوات الحركة الشعبية – شمال بقيادة عبد العزيز الحلو وابلًا من قذائف المدفعية الثقيلة من مواقع تمركزها في المرتفعات الشرقية المشرفة على مدينة كادوقلي. وقد أصابت القذائف سوق كادوقلي الكبير، إلى جانب أحياء سكنية مكتظة وملاجئ مؤقتة للنازحين داخل مدارس حكومية، وهو نمطٌ تكرّر سابقًا في هجمات مشابهة لحركات متمردة رفعت رايات "التحرير"، لكنها اتخذت من المدنيين أدوات للضغط والترويع.
أسفر القصف عن مقتل 44 شخصًا، بينهم 21 طفلًا والشيخ نزار التوم، إمام المسجد العتيق بالمدينة، في حادثة أثارت موجة غضب عارمة لما تنطوي عليه من استهداف ضمني لرموز دينية وسكانية.
وقد جُرح أكثر من 70 شخصًا، بينهم 29 طفلًا، وأُسعف المصابون في مستشفى كادوقلي العسكري ومستشفى المدينة العام.
ويأتي هذا الهجوم في إطار نهج تتبعه حركة الحلو في ما يُوصف عسكريًا بـ"القصف غير الموجه"، وهو استهداف بالنيران دون تمييز، يدخل ضمن جرائم الحرب وفق القانون الإنساني الدولي. وتُتّهم الحركة بتوظيف خطاب لتبرير سلوكٍ مسلح يرى في المراكز الحضرية ــ مثل كادوقلي ــ معاقلَ للسلطة يجب زعزعتها، حتى وإن كان الثمن دماء الأطفال والمصلين في المساجد.
وسبق لحركات "التحرير" في تاريخ السودان ــ مثل حركة التمرد في جنوب السودان 1955–1972 وجيش تحرير السودان ــ أن اتُّهمت بممارسات مشابهة، استخدمت فيها القصف الرمزي على الأسواق والمساجد وسيلة لكسر الهيمنة "المركزية".

## ما بعد الهجوم
أدان والي جنوب كردفان، محمد إبراهيم، القصف المدفعي واعتبره انتهاكًا صارخًا لحقوق الإنسان، متهمًا الحركة الشعبية لتحرير السودان – شمال بالسعي إلى زعزعة استقرار الإقليم. وتعهد بمواصلة العمليات العسكرية لتأمين الجبال المحيطة بمدينة كادوقلي وفتح الطريق المؤدي إلى الدلنج، في خطوة تعكس الطابع الميداني المعقّد للمعركة، حيث تداخلت خطوط الجبهات مع الحواضن السكانية المحلية.
وأعلن قائد الفرقة 14 مشاة في كادوقلي لاحقًا أن القوات الحكومية استعادت السيطرة على المرتفعات التي انطلقت منها القذائف المدفعية، في تطوّر وصفه المراقبون بأنه استعادة رمزية لنقطة إطلاق النار أكثر من كونه نصرًا استراتيجيًا حاسمًا. كما أدان وزير الصحة في الولاية الهجوم، لما خلّفه من دمار في صفوف المدنيين والمنشآت الصحية.
في المقابل، التزمت الحركة الشعبية – شمال الصمت في البداية، قبل أن تنفي مسؤوليتها عن القصف، وتتهم القوات المسلحة السودانية بتنفيذ ضربات جوية على مناطق خاضعة لسيطرتها داخل المدينة، ما أدى ـ بحسب روايتها ـ إلى سقوط قتلى وجرحى في صفوف المدنيين وإجبار السكان على الفرار نحو الجبال.
وزعمت الحركة أنها تصدّت لمحاولة هجومية من الجيش السوداني وكبّدته "خسائر فادحة"، في خطاب يُظهر البعد التعبوي العقائدي في روايتها، حيث يختلط الدفاع العسكري بإثبات "الشرعية الثورية"، حتى في ظل اتهامات موثقة بقصف عشوائي طال الأسواق والمدارس والمساجد.
وتعكس هذه الروايات المتضاربة مأزق الصراع السوداني، حيث يتحوّل المدني إلى هدف دعائي لكل طرف، وتُستعمل الحوادث كأدوات لغوية لتعزيز الخطاب السياسي – سواء كان مجتمعيا، أو إثنيًا، أو ثوريًا.